# Mammillaria magnimamma
Mammillaria magnimamma là một loài thực vật có hoa trong họ Cactaceae. Loài này được Haw. mô tả khoa học đầu tiên năm 1824.

## Hình ảnh

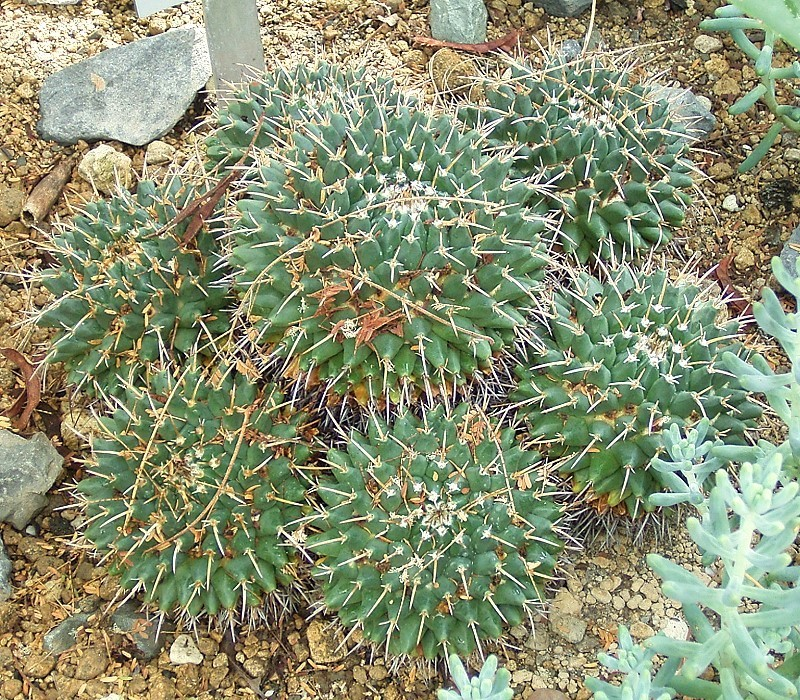
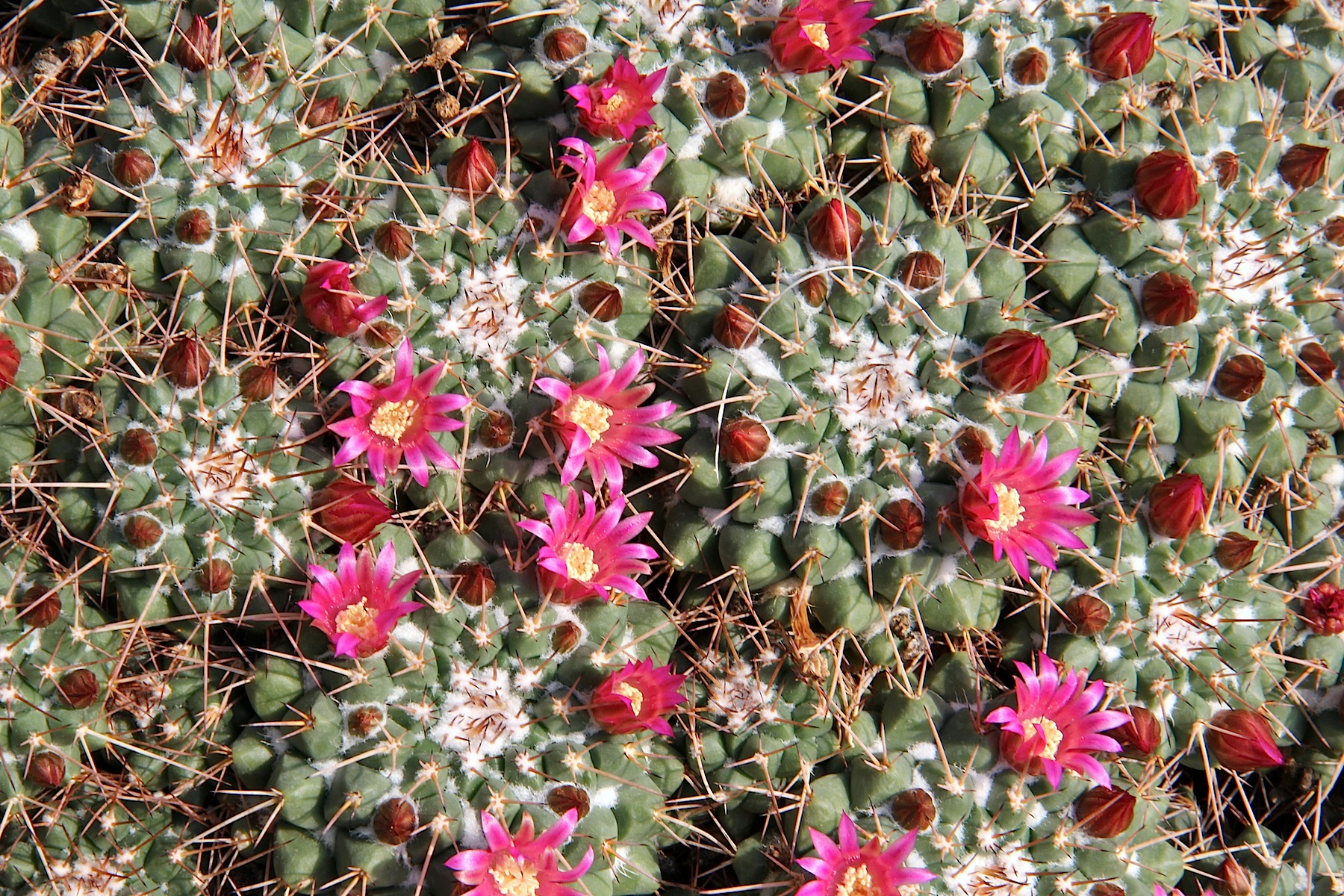
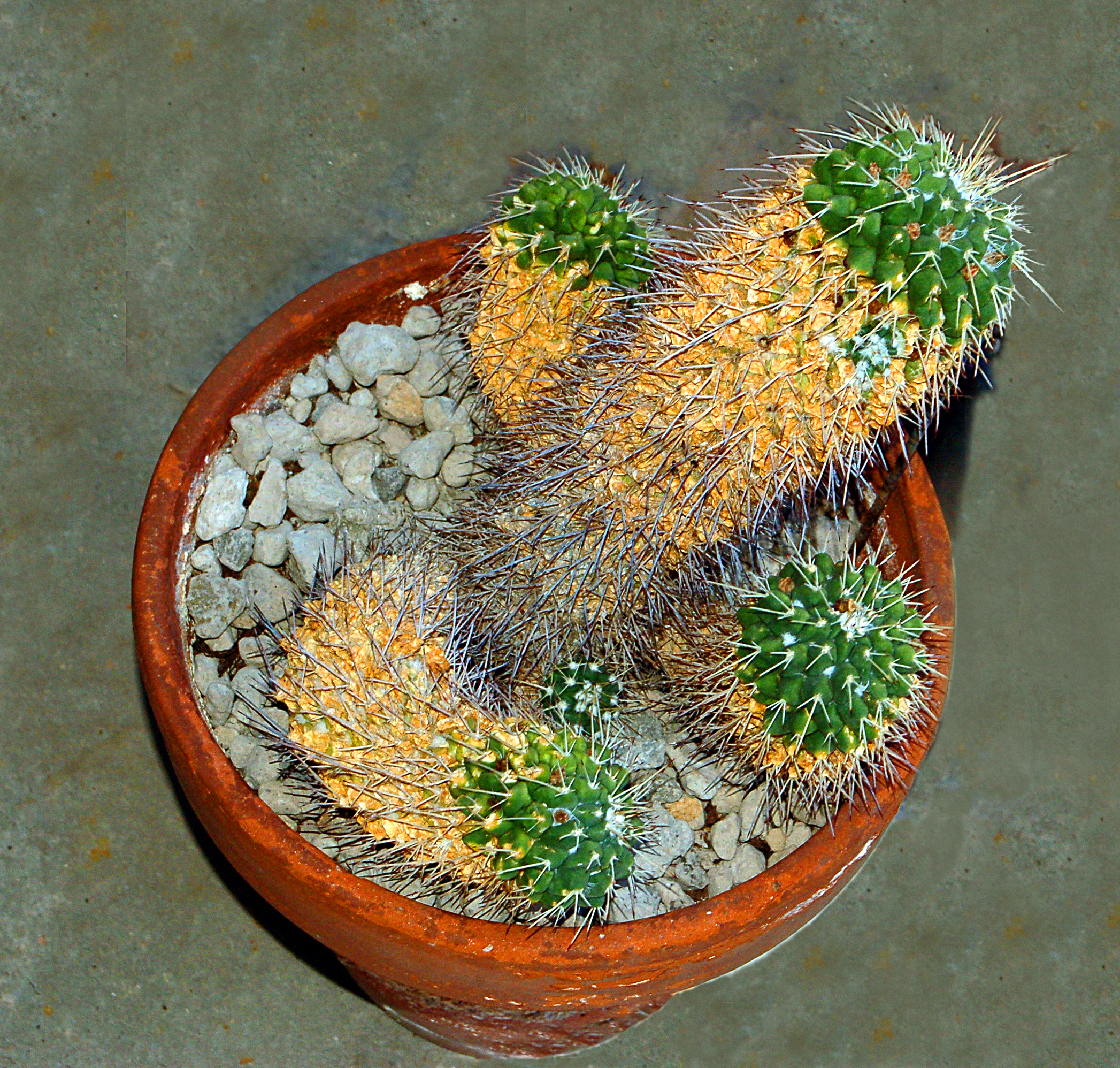
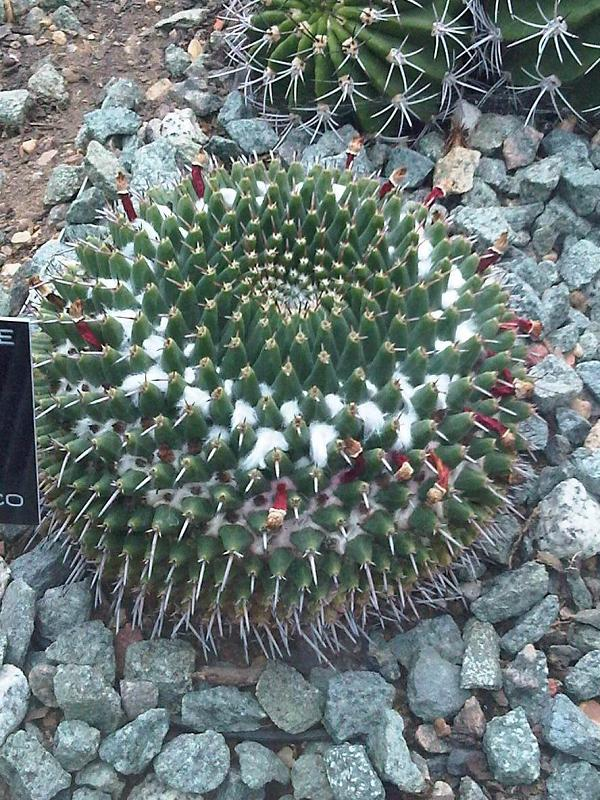
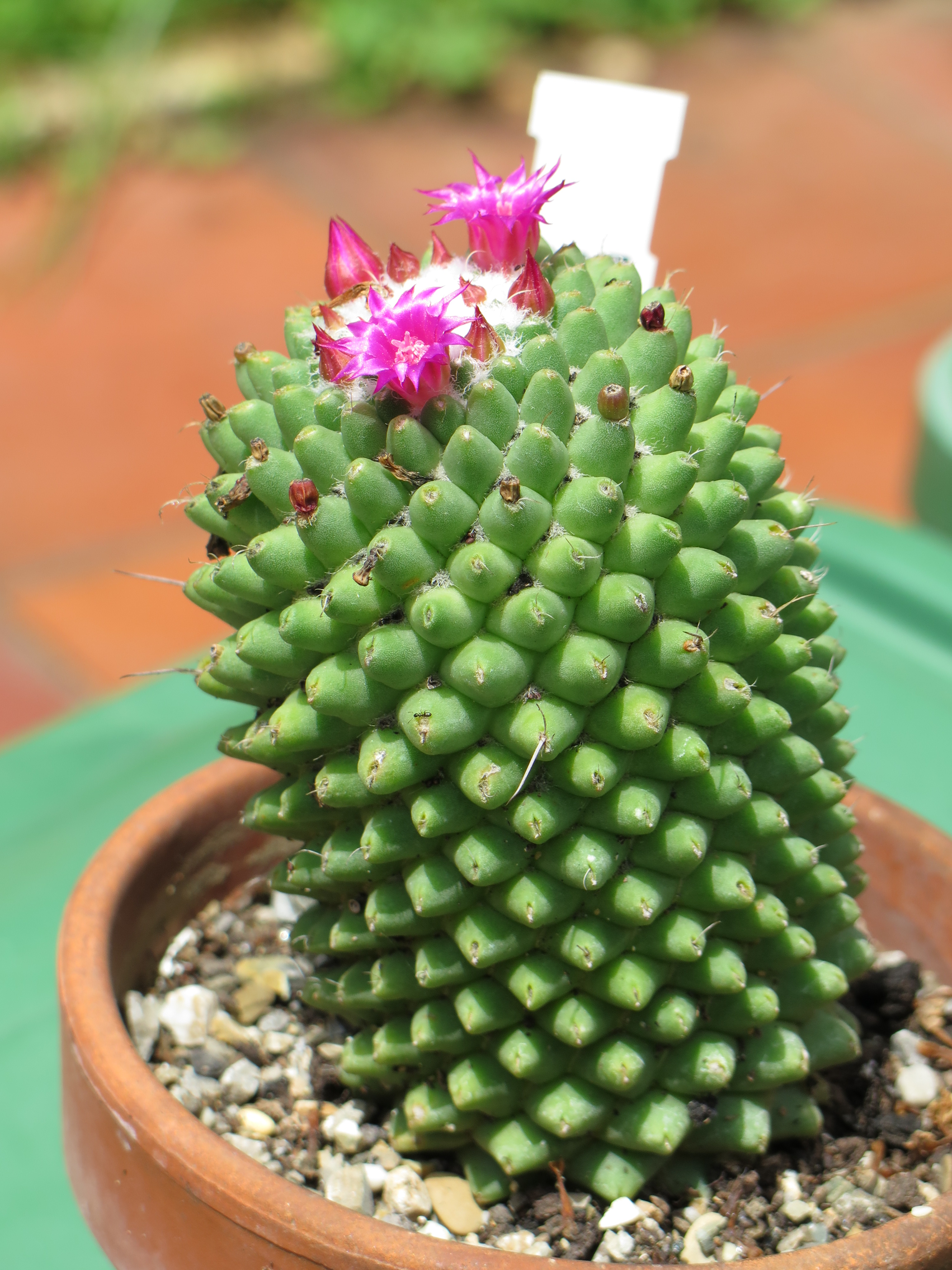